# Черкасский, Алексей Михайлович
Князь Алексе́й Миха́йлович Черка́сский (28 сентября (8 октября) 1680, Москва — 4 (15) ноября 1742, там же) — русский государственный деятель, при Петре I сибирский губернатор (в 1719—1724 годах). При Анне Иоанновне один из трёх кабинет-министров. С 1740 года — канцлер Российской империи. Богатейший по числу душ помещик России, последний в старшей линии рода Черкасских. По характеристике князя М. М. Щербатова, «человек молчаливый, тихий, коего разум никогда в великих чинах не блистал, повсюду являл осторожность».

## Биография
Потомок двух крупных деятелей правления царя Алексея Михайловича — князей Я. К. Черкасского и Н. И. Одоевского — Алексей Черкасский унаследовал от них протяжённые землевладения. Своё детство и юность до двадцати одного года он провёл в Москве. В 26 лет женился на двоюродной сестре царя Петра Алексеевича, за которой получил огромное приданое.
В 1702 году, будучи стольником, определён в помощники к своему отцу Михаилу Яковлевичу, тобольскому воеводе, при котором служил 10 лет. Отметился в истории Тобольска тем, что заложил в городе Бронную слободу. После смерти отца в 1712 году вызван к царскому двору, где на первых порах состоял ближним стольником.

### Строительство Петербурга
С 1714 года Черкасский служит в Канцелярии городовых дел. 24 января Пётр возложил на него довольно трудное поручение: набрать в Москве и других русских городах 458 человек ремесленников, нужных для вновь учреждённой столицы, а кроме того доставить 15 человек юношей не старше 20 лет, из лучших купеческих фамилий, которых Пётр желал послать за границу изучать коммерческие науки.
В следующем году, 24-го января, Черкасский был назначен обер-комиссаром столицы и ему поручен был надзор за производством архитектурных работ в ней, причем сам Пётр дал ему «пункты о постройке строений». Именным указом 14 сентября 1715 года ему повелено было наблюдать, «чтобы никто против указу и без чертежа архитекторского нигде не строился».
Деятельность Черкасского как обер-комиссара столицы продолжалась до 1719 года. По официальным документам видно, что он ревностно занимался своими обязанностями, и Пётр обыкновенно соглашался с его докладами. Так, 4 ноября 1715 года им был сделан доклад о строении магазинов и мазанок на Выборгской стороне, о раздаче мест в Петербурге купцам и мастеровым, 16 ноября — о постройках на Адмиралтейском острове и за маленькою речкою; в ноябре 1717 года он подал пространную записку о замене установленной в 1714 году обязательной высылки рабочих из губернии для работ на городских постройках — денежной податью, и Пётр, соглашаясь с этою запискою, 31 января 1718 года издал указ о наряде из ближних мест 8000 человек к городовой работе и о сборе с остальных губерний подати по 6 рублей за человека.
По словам Терещенко, князь Черкасский очень многое сделал для новой столицы: принимал непосредственное участие в осушении болот, занимался украшением и отделкою дворцов: Петергофского, Монплезира, Екатерининского и Шлиссельбургского, заведовал устроенными в Петербурге кирпичными заводами, построил на Выборгской стороне госпиталь и двор для гардемаринов и, наконец, лично наблюдал за постройкой Петропавловской крепости и больверка. Пётр Великий, очевидно, ценил труды его, относился к нему хорошо; так, например, сохранилось известие, что он иногда запросто заезжал к нему обедать, — но не особенно возвышал его: в период времени с 1712 по 1719 год ему был пожалован только (28-го августа 1716 года) чин поручика.

### Управление Сибирью
В 1719 году князь Черкасский, имевший репутацию человека честного и неподкупного (чему благоприятствовало и его сказочное богатство), был назначен вместо смещённого князя М. П. Гагарина сибирским губернатором. «А ведать ему, — сказано было в указе, — все сибирские города, а Сибирь разделить на три провинции, под начальством выбранных губернатором и утверждённых Сенатом вице-губернаторов».
Столь быстрое и неожиданное возвышение смутило Черкасского, который поспешил обратиться к царю с письмом, в котором объяснял, «что за великую напасть приемлет отлучение от Его Величества, никогда добровольно не согласился бы на сие и, сколь ни лестно для него избрание Монаршее, он с радостью и охотно готов нести самотруднейшие должности, только бы не отлучаться от него». Пётр, однако, остался непреклонным: «Я бы охотно исполнил Ваше прошение, — ответил он Черкасскому, — ежели бы мог скоро сыскать достойного человека, но ныне не знаю. Того ради надлежит Вам без оскорбления сие учинить. Ибо по истине не за какую Вашу противность сие Вам посылаю, но для двух причин: первое, что Вы там были и знаете, другое, что вскоре сыскать другого надёжного в такую отдалённую сторону не мог. Однакоже, в том можешь надёжен быть, что, когда там распорядишь и добрый ансталт учинишь, и о том отпишешь, тогда непременно Вас переменим по Вашему желанию».
Черкасский был мало пригоден для кипучей деятельности, бившей ключом вокруг Петра, но при своей осторожности и честности виделся подходящей кандидатурой «впредь до нахождения другого достойного». В течение пяти лет управления Сибирью его деятельность ограничивалась преимущественно принятием оборонительных мер против башкир и монголов. В 1723 году бывший в то время главным строителем и управляющим сибирскими горными заводами генерал-майор Де Геннин доносил Петру:
Я от сердца сожалею, что ты сам здесь не бывал и о здешних сибирских состояниях не знаешь. Правда, что здесь губернатор Черкасский, человек добрый, да не смел, а особливо в судебных и земских делах, от чего дела его неспоры, а частью более народу отяготительны, и ежели его пошлешь сюда, то для своей пользы дай ему мешочек смелости, да судей добрых, людей надворных и в городах управителей и в слободах, да к военным делам обер-коменданта и для купечества советника от коммерц- и от камер-коллегии камерира, такого ж секретаря, без которых ему быть не можно; а ежели ему не быть, то не худо бы таким добрым людям быть, как Матюшкин или Ушаков.
Возможно, под действием этого письма Пётр направил 15 января 1724 года указ Сенату «о бытии в Сибири губернатором вместо Черкасского князю Михаилу Владимировичу Долгорукому».

### Противодействие верховникам
В награду за сибирскую службу Черкасскому был пожалован чин статского советника. Приехав в Москву в исходе 1724 года, он заболел, и во время его болезни скончался Пётр Великий. Пятилетний период царствования Екатерины І и Петра II Черкасский прожил мирно, спокойно, держась в стороне от придворных интриг и борьбы партий. 8 февраля 1726 года ему был пожалован чин действительного статского советника и повелено присутствовать в Сенате; на следующий год, 12 октября, он был произведён в тайные советники; одновременно с этим, 8 марта 1727 года, был назначен вместе с Остерманом членом организованной Екатериной І комиссии о коммерции и принимал деятельное участие в работах этой комиссии. На арену политической деятельности он выступил по кончине императора Петра II и не сходил с этой арены до самой смерти.
Во время избрания на русский престол Анны Иоанновны (1730) Черкасский примкнул к партии дворян, восставших против верховников, за что потом сделан одним из трёх кабинет-министров. Его часто выставляют таким же ревностным поборником самодержавия, каким был Феофан Прокопович, однако из сохранившихся документов следует, что на первых порах Черкасский вёл себя робко и нерешительно. Это он передал в Верховный тайный совет составленный Татищевым проект за подписью 249 лиц, преимущественно из родовитой и чиновной знати, под названием «Произвольное и согласное рассуждение собравшегося шляхетства русского о правлении государственном», где наилучшею формой правления для России провозглашалась монархия — с оговоркой, что поскольку государыня императрица есть «персона женская, то потребно нечто для помощи Её Величеству учредить».
Вместе с генерал-майором Л. В. Измайловым князь Черкасский был направлен представителем от Сената и генералитета для приветствия Анны Иоанновны при её въезде в село Всесвятское. Он первым увидел, что императрица приняла «кондиции» против своей воли, и открыто выступил противником верховников. Анна Иоанновна в знак милости сразу взяла к себе в штат жену его княгиню Марию Юрьевну и сестру её, Прасковью Юрьевну Салтыкову. Кружок Черкасского принялся агитировать среди гвардейских офицеров против князей Долгоруких и Голицыных, которые главенствовали в Верховном тайном совете.
Когда же был пущен слух о том, что верховники намерены арестовать Черкасского и других сторонников самодержавия, его партия собралась в доме Черкасского на Никольской улице, и здесь после долгих дебатов, за подписью 87 лиц, составила петицию императрице, в которой просила её повеления о созыве общего собрания выборных из всего генералитета, офицеров и шляхетства для совместной выработки «по большим голосам нормы правления государственного». В ходе затянувшихся до глубокой ночи споров Антиох Кантемир составил челобитную к Анне Иоанновне о принятии самодержавия, под которой стали подписываться присутствующие.
На другой день (25 февраля 1730 года) Черкасский, боясь быть арестованным верховниками, приехал во дворец позже всех своих единомышленников, лишь к 10 часам утра, причём, по некоторым известиям, за ним при начале аудиенции послала сама Анна Иоанновна, а он до такой степени перепугался, что, уезжая, простился с женой, как бы идя на верную смерть. От лица собрания князь Черкасский приветствовал Анну Иоанновну и вручил ей прошение, составленное накануне его партией о созыве общего собрания всех чинов государства для выработки наилучшей формы правления. Петиция эта, по повелению государыни, была прочитана вслух Татищевым и подписана императрицею по настоянию сестры её, герцогини Мекленбургской Екатерины Иоанновны.
Между тем сторонники самодержавия, увидев, что поданная Черкасским петиция совсем не та, которую вчера составил Кантемир, а они согласились подписать, подняли шум и кричали: «Не хотим, чтобы Государыне предписывались законы: она должна быть такою же самодержицею, как были и её предки!» Обратившись к собранию, Анна Иоанновна предложила ему, ввиду выраженного ею согласия на принятие поданной ей челобитной, тут же, не выходя из дворца, и привести своё желание в исполнение, собрать просимое ими общее собрание чинов государства и обсудить, какую именно форму государственного управления они считают наилучшею для России. Разрыв кондиций и принятие челобитной Кантемира состоялись вскоре за тем без активного участия Черкасского.

### Кабинет-министр

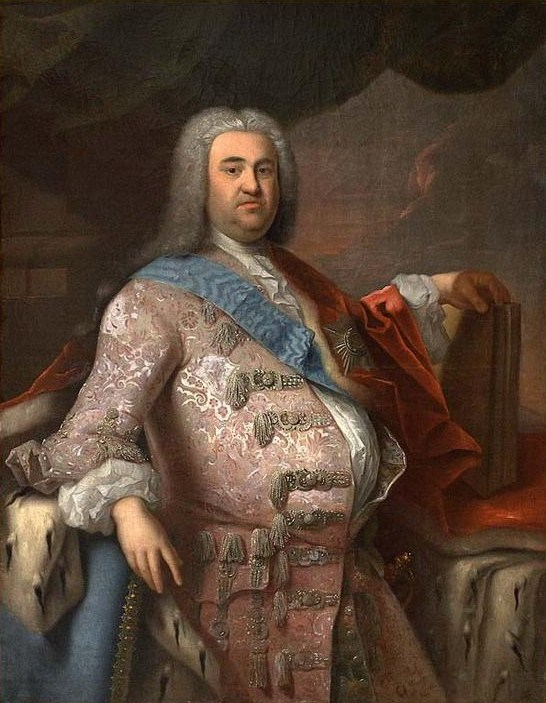
На посмертном портрете И. П. Аргунова (1760-е гг.)

С провозглашением Анны Иоанновны самодержавной императрицей князь Черкасский занял видное положение среди сановников государства. Анна Иоанновна, благодарная ему за то, что он в решительную минуту не стал открыто на сторону её противников, что при его связях и богатстве не могло не оказать влияния на ход событий, поспешила осыпать его знаками благоволения: 4 же марта, при уничтожении Верховного тайного совета и восстановлении Сената, он был назначен одним из двадцати одного членов его, совместно со всеми бывшими членами Верховного тайного совета, 23 марта он получил орден св. Андрея Первозванного, 30 августа — пожалован кавалером ордена св. Александра Невского, 18 марта 1731 года — произведён в действительные тайные советники, причём ему поручено по-прежнему принимать участие в работах остермановской комиссии о коммерции и наблюдать за правильным ходом торговли с Хивой и Бухарой.
Видя возвышение Черкасского, перед ним стали заискивать послы иностранных держав: так, австрийский посол граф Вратислав, хлопотавший о привлечении России на сторону Австрии, поднёс ему 27 июля 1730 года от имени императора Священной Римской империи портрет его, осыпанный бриллиантами, ценою около 20 000 рублей. Гордый такими знаками отличия, князь Черкасский снова попытался выступить самостоятельно на поприще на этот раз уже придворной партийной борьбы, и совместно с Ягужинским и Левенвольде помериться силами с захватившим в свои руки все нити государственного управления Остерманом. В это время императрица задумала женить Левенвольде на дочери Черкасского, богатейшей в России наследнице. Родовитый князь, однако, ожидавший для своей дочери далеко не такого жениха, настолько неохотно выразил своё согласие на этот брак, что сам граф Левенвольде устроил так, что через два месяца после помолвки, 3 мая 1731 года, обручальные кольца были возвращены обратно. Императрица осталась очень недовольна таким окончанием своего сватовства, и, в результате, Черкасский на некоторое время был удалён от двора.
Остерман не стал добиваться унижения своего противника, а, напротив, видя, что Черкасский самостоятельной политической фигурой быть не способен, ходатайствовал перед Анной Иоанновной о назначении князя членом вновь организуемого «для лучшего и порядочнейшего отправления всех государственных дел, к собственному всемилостивейшему решению Государыни подлежащих» Кабинета министров. Этот орган 6 ноября 1731 года был организован в составе Остермана, канцлера Головкина и Черкасского. Всё время существования триумвирата Черкасский исполнял пассивную роль лишь «тела кабинета», как иронически отзывались о нём, называя «душой кабинета» Остермана.
В течение царствования Анны Иоанновны он неоднократно принимал участие в обсуждении важных политических вопросов: так, например, он был в составе комиссии, разрабатывавшей торговый договор с Англией 1734 года; 23 сентября 1732 года, вместе с Остерманом и братом Миниха, рассматривал проект союза России с Францией; 22 февраля 1733 года участвовал в генеральном собрании, созванном императрицей для обсуждения польских дел; на следующий год, 21 декабря — в конференции, обсуждавшей план действий России, Австрии и Польши в случае войны с Турцией; 1 марта 1739 года он, вместе с Остерманом, Минихом и Волынским, подал императрице доклад о плане военных операций предстоящей турецкой кампании.
При придворных приёмах и церемониях ему отводилось самое видное место, Анна Иоанновна постоянно выказывала ему своё благоволение и жаловала его, однако иностранные послы писали о Черкасском как «о лице безгласном, представляющем лишь номинальную величину», как о манекене, назначенном в кабинет только ради его громкого имени и славы «истинно русского боярина». «Ныне его поставят — назавтра постригут — он за всё про всё молчит и ничего не говорит», — охарактеризовал его Волынский. Теоретически имея возможность, опираясь на своё богатство и знатность, влиять на ход дел всего государства, Черкасский заискивал перед Э. Бироном, которому его жена писала льстивые письма, называя себя его «нижайшей услужницей». Сознание своей приниженности высказывалось только в брюзжании, которое он позволял себе, в частности, в присутствии Волынского. Когда в августе 1740 года прошёл слух о том, что Черкасский просится в отставку, маркиз Шетарди докладывал во Францию:
Черкасский никому не страшен, но кем его заменят, ибо трудно среди русских найти подданного, который, подобно князю Черкасскому, совмещал бы самое знатное происхождение, очень большое состояние и ограниченность, равняющуюся его покорности.
К концу царствования Анны Иоанновны здоровье Черкасского пошатнулось: он был вообще очень тучен, страдал одышкою, а в апреле 1738 года с ним случился в присутствии всего двора первый апоплексический удар, и от последствий этого удара он уже не мог оправиться до самой смерти.

### Борьба за власть в 1740—1741 годах

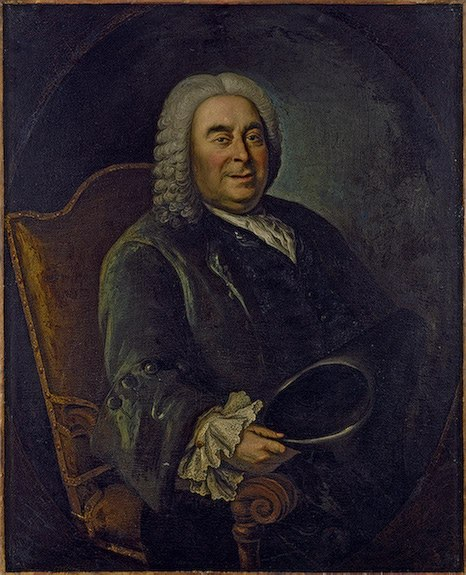
Портрет начала 1740-х

При установлении регентства Бирона во время предсмертной болезни Анны Иоанновны Черкасский с Бестужевым были наиболее ревностными сторонниками герцога. За время трёхнедельного регентства Бирона Черкасский ещё раз доказал ему свою преданность, выдав единомышленников подполковника Пустошкина, который приехал к князю Черкасскому и, напомнив ему о его политической роли в 1730 году, просил взять на себя и теперь руководство движением против Бирона. Черкасский терпеливо выслушал посланного, похвалил его план действий и, сославшись на недосуг, предложил приехать для переговоров завтра, а сам немедленно донёс обо всем герцогу. Пустошкин и другие были немедленно схвачены, начались розыски, пытки, и только вскоре за тем последовавшее низвержение Бирона спасло от смерти этих людей, решившихся так доверчиво обратиться к Черкасскому. Об аресте Бирона он узнал только через три часа, прибыв на заседание Кабинета в Летний дворец.
Миних, хотя и выразился о князе Черкасском, что он по своему поведению относительно Бирона заслуживает скорее наказания, чем награды, но все же предоставил ему звание великого канцлера, и в этом звании он был официально утверждён Высочайшим указом 10 ноября. При распределении дел ему, вместе с вице-канцлером графом М. Г. Головкиным, именным указом 28 января 1741 года поручены все внутренние дела, 24 апреля состоялся Высочайший манифест об объявлении прощения во всех деяниях Миниху, Черкасскому, Ушакову, Куракину и другим замешанным в деле Бирона лицам.
За время правления Анны Леопольдовны им был подписан трактат о союзе с Пруссией, заключённый 16 декабря 1740 года, трактат оборонительного союза между Россией и Англией от 3 апреля 1741 года, конвенция от 30 мая 1741 года между Данией и Россией о снабжении кораблей, идущих из России через Зунд, паспортами о грузе. Ровно через три дня после того, как он торжественно участвовал при крещении новорождённой великой княжны Екатерины Антоновны, с ним случился (8 августа 1741 года) второй апоплексический удар.

### Канцлер Елизаветы Петровны
Вступление на престол Елизаветы Петровны было радостным событием для Черкасского. Дочь Петра Великого видела в нём истинно русского человека, преданного ей, одного из немногих оставшихся в живых слуг её покойного отца, и сохранила за ним пост канцлера. Утром после переворота 1741 года ему совместно с Бреверном и Бестужевым поручено было составить манифест о вступлении Елизаветы на престол и форму присяги. Затем, по указанию Шетарди, ему было доверено на первых порах управление всеми делами государства.
После уничтожения Кабинета и восстановления Сената (12 декабря) Черкасский вновь назначен сенатором, причем ему как канцлеру передано заведование всеми иностранными делами, помощником же ему назначен Бестужев-Рюмин, получивший звание вице-канцлера. 14 января 1742 года ему подарен каменный дом в Москве, принадлежавший царевне Екатерине Иоанновне. Почувствовав, что ему доверяют, дают некоторую самостоятельность, Черкасский захотел быть, хоть теперь, на склоне лет, настоящим деятелем, и с несвойственною его лени ревностью принялся за выполнение возложенных на него трудных обязанностей.
Менее чем за год своего управления иностранными делами Черкасский сделал многое: он повёл курс на разрыв с Францией и добился того, что не только было отклонено предлагаемое ею посредничество в шведских делах, но и престиж Шетарди, пользовавшегося первое время после вступления Елизаветы на престол колоссальным влиянием при дворе, подорван был настолько, что в сентябре 1742 года он был отозван своим правительством, оставив наказ своему преемнику
держаться Черкасского, который безукоризненно честный и разумный старый русский и притом пользующийся большим доверием Императрицы.
Благодаря Черкасскому же достигнуто тесное сближение с союзницей Австрии — Англией, пересмотрен совместно со вновь назначенным в Россию английским послом Вейчем оборонительный договор с Англией от 3 апреля 1741 года и составлен окончательный проект нового договора, который подписан был обеими сторонами вскоре после смерти Черкасского.
В конце октября 1742 года, по приезде в Москву на торжество коронации Елизаветы Петровны, Черкасский заболел ревматизмом. Императрица сама навестила больного на другой же день. Но вскоре семейная неприятность очень тяжело повлияла на его здоровье, 4 ноября с ним случился третий апоплексический удар, и он скончался. Черкасский был похоронен в высочайшем присутствии под Знаменской церковью московского Новоспасского монастыря.

## Личная характеристика
По отзывам современников, Черкасский был человек прямой и честный, но с другой стороны чрезвычайно мнительный, застенчивый до робости и крайне мелочный. Рассказывали, что однажды ночью он велел разбудить президента Академии наук (г-на Бреверна), чтобы спросить у него: большие или малые буквы надо ему поставить в своей подписи на ответном письме герцогу Мекленбургскому. Ко всему этому он отличался большою молчаливостью, так что леди Рондо в своих «Письмах» насмешливо пишет о нём: «я думаю, что он никогда не говорил более, чем один член знаменитого собрания, которого мы с вами знаем по его напечатанной речи… по всей вероятности он не будет смущать Совет своим красноречием».
В 1736 году леди Рондо так описывала его наружность: «фигура Черкасского более широка, чем длинна, голова его слишком велика и склоняется к левому плечу, а живот, который также очень обширен, наклоняется на правый бок; ноги его очень коротки…»

## Семья и наследство
В 1706 году князь Черкасский женился на Аграфене (Агриппине) Львовне, дочери боярина Л. К. Нарышкина и двоюродной сестре Петра I. Через три года её не стало, и в 1710 году князь Черкасский подыскал себе новую супругу. Его избранницей стала
княжна Мария Юрьевна Трубецкая (27.03.1696 — 16.08.1747), дочь сенатора Ю. Ю. Трубецкого и сестра фельдмаршала Н. Ю. Трубецкого.
По отзыву современника, вторая княгиня Черкасская была «необыкновенно хороша собой и имела множество превосходных драгоценных камней. В Петербурге жила богаче всех других, у неё был свой оркестр, состоящий из 10 довольно хороших музыкантов, немецкий повар, готовящей для её стола немецкие кушанья, а отсутствие мужа, губернатора Сибири, человека довольно пожилого, её не очень расстраивало».
Черкасская сыграла довольно значительную роль при перемене формы правления после восшествия на престол Анны Иоанновны. Партия, недовольная ограничением монархического правления и усилением Верховного тайного совета, решила узнать, как относится к этому сама императрица, и обязанность эту взяли на себя княгиня Черкасская, графиня Чернышёва и жена генерала Салтыкова; они успешно выполнили свою задачу, после чего князь А. М. Черкасский и подал упомянутое выше прошение о перемене формы правления.
Статс-дама Черкасская пользовалась большим уважением при дворе Анны Иоанновны. Чтобы заручиться её расположением, австрийский посланник граф Вратислав, по слухам, хотел поднести ей золотой чайный прибор, предназначавшийся в своё время княжне Екатерине Долгорукой. В декабре 1741 года назначена статс-дамой императрицы Елизаветы Петровны.
Единственная дочь супругов, Варвара Алексеевна (11.09.1711 — 2.10.1767), состояла камер-фрейлиной высочайшего двора, считалась самой богатой невестой в России, была сосватана за известного сатирика князя Антиоха Дмитриевича Кантемира, отказавшегося от женитьбы, и выдана 28 января 1743 года, с приданым в 70 000 душ крестьян, за графа Петра Борисовича Шереметева, благодаря чему у последнего и образовалось громадное «шереметевское состояние».